# Арбісу
Арбісу (баск. Arbizu, ісп. Arbizu) — муніципалітет в Іспанії, у складі автономної спільноти Наварра. Населення — 1060 осіб (2009).
Муніципалітет розташований на відстані близько 310 км на північний схід від Мадрида, 33 км на захід від Памплони.

## Демографія
Динаміка населення (INE ):

## Галерея зображень

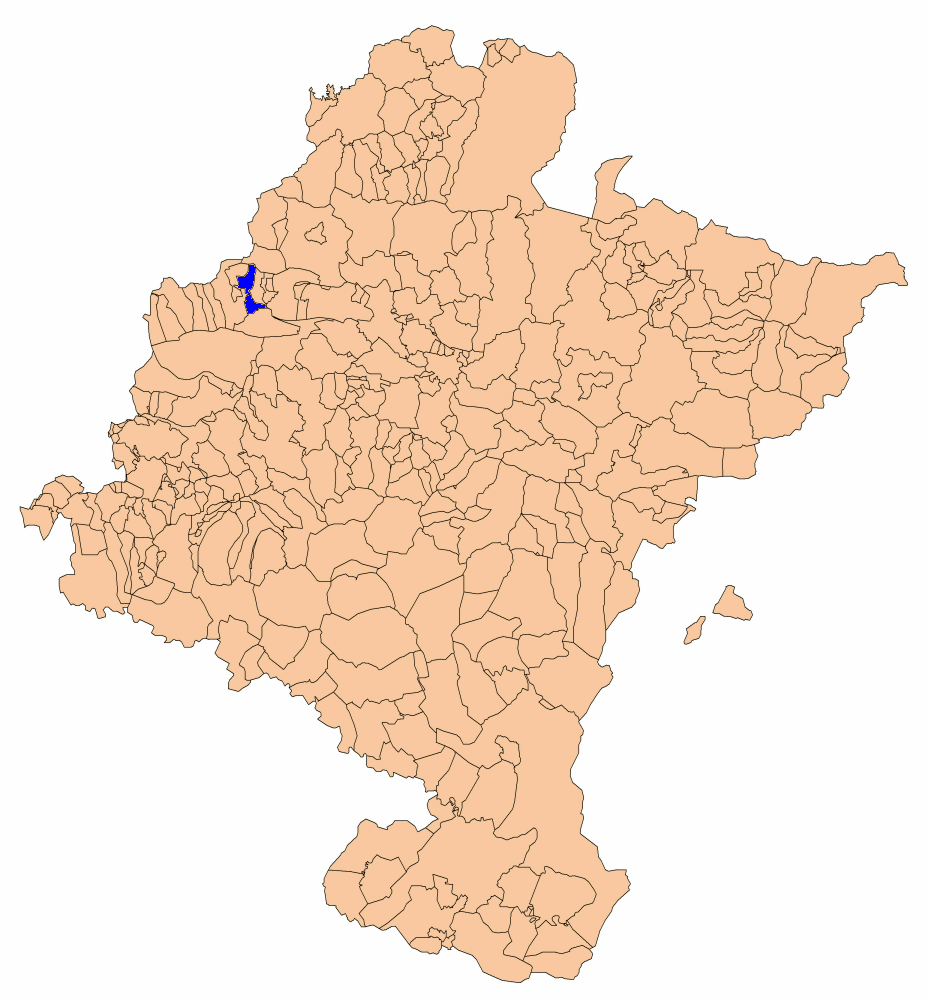
Розташування муніципалітету